# Spofforth Castle

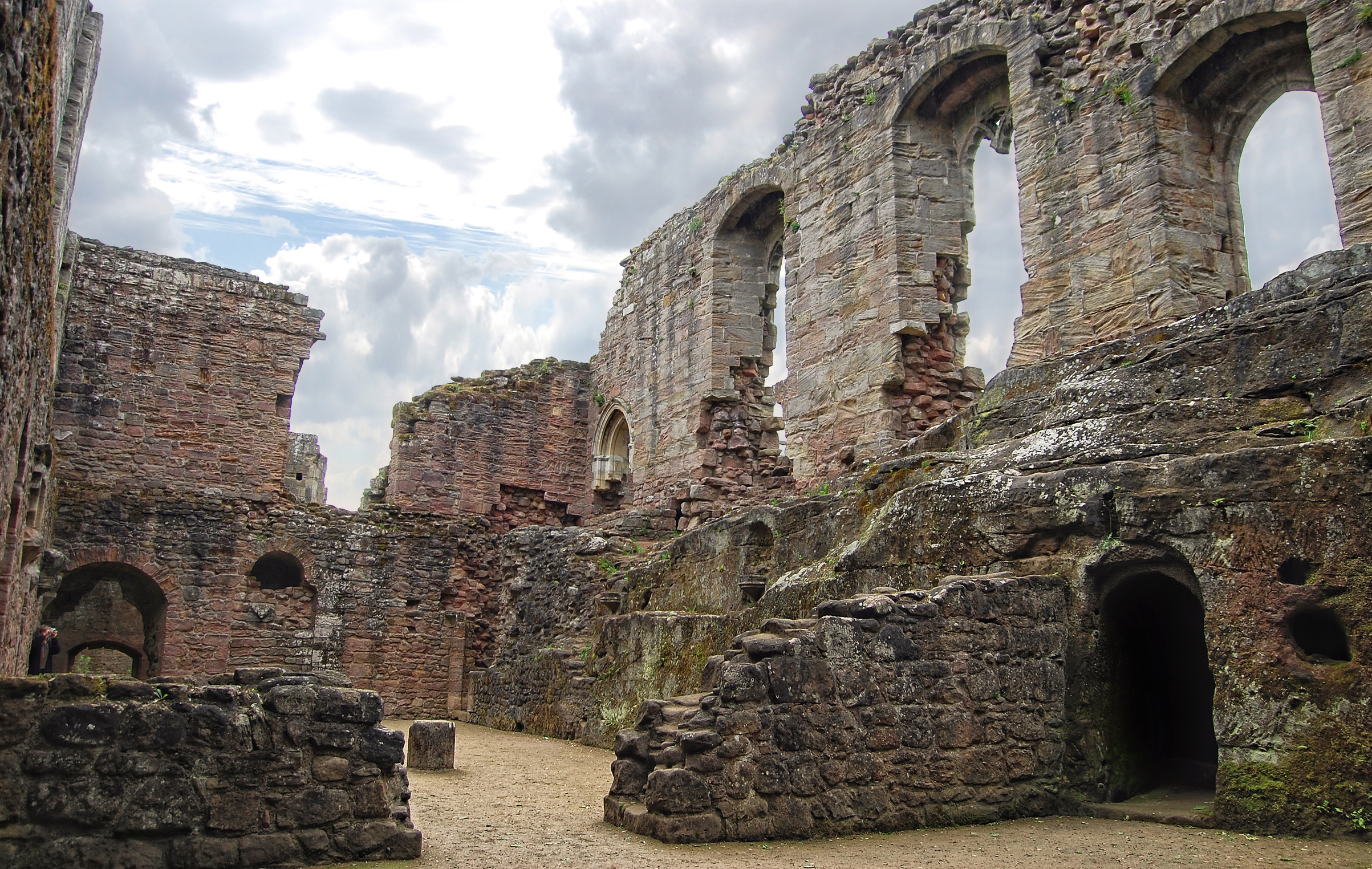
Spofforth Castle, teilweise in das anstehende Gestein im Untergrund eingebaut

Spofforth Castle ist die Ruine eines Herrenhauses im Dorf Spofforth in der englischen Verwaltungseinheit North Yorkshire. Die Ruine wird heute von English Heritage verwaltet und ist eine Touristenattraktion.

## Geschichte
Henry de Percy ließ Spofforth Castle Anfang des 14. Jahrhunderts bauen. Er hatte die königliche Erlaubnis zum Bau eines befestigten Herrenhauses (engl.: Licence to crenellate) erhalten. Später im 14. und dann im 15. Jahrhundert wurde das Haus verändert.
Die Ländereien der Percys, einschließlich Spofforth, wurden nach der Rebellion gegen König Heinrich IV: 1408 von der Krone konfisziert und an Sir Thomas de Rokeby verlehnt. Später wurden sie der Familie Percy zurückgegeben, gingen aber 1461 wieder verloren, als die Percys die Verliererseite der Rosenkriege unterstützten. Spofforth Castle wurde schließlich an die Familie zurückgegeben und ihr Statthalter lebte dort bis 1604. Während des englischen Bürgerkrieges 1642–1646 wurde Spofforth Castle dann zerstört.
1924 übergab Baron Leconfield die Ruine dann an das Office of Works. Diese Ruinen, hauptsächlich der westliche Teil des ursprünglichen Herrenhauses, wurden von English Heritage als historisches Bauwerk II*. Grades gelistet. English Heritage verwaltet das Anwesen auch als Touristenattraktion. Mitverwalter ist die Distriktverwaltung Spofforth-with-Stockeld.